# Румынское общество радиовещания (1928—1949)
Румынское общество радиовещания (Societatea Română de Radiodifuziune) - компания, обладавшая монополией на радиовещание в Румынии в 1928-1949 гг., в 1928-1936 гг. называлось Общество радиотелефонного вещания Румынии (Societatea de Difuziune Radiotelefonică din România)

## Радиостанции
- с 1 ноября 1928 до 1949 года Radio București, звучавшую на средних волнах, с 1 января 1936 на длинных волнах на частоте 153 кГц через длинноволновый передатчик в Брашове.
- с 4 апреля 1936 до 1949 года Radio România Bod[1].
- с 8 октября 1939 до июня 1940 года «Радио Басарабия»[2], мощность составляла от 20 кВт до 200 кВт, прослушивание могло быть доступно в Москве и Ленинграде, существовали три студии для дикторов и оркестров, в состав радио Бессарабии входили шесть служб управления[3][4].
- с 2 ноября 1941 до 1949 года «Радио Молдова» (Radio Moldova) в Яссах, звучала на средних волнах.